# Ypacaraí

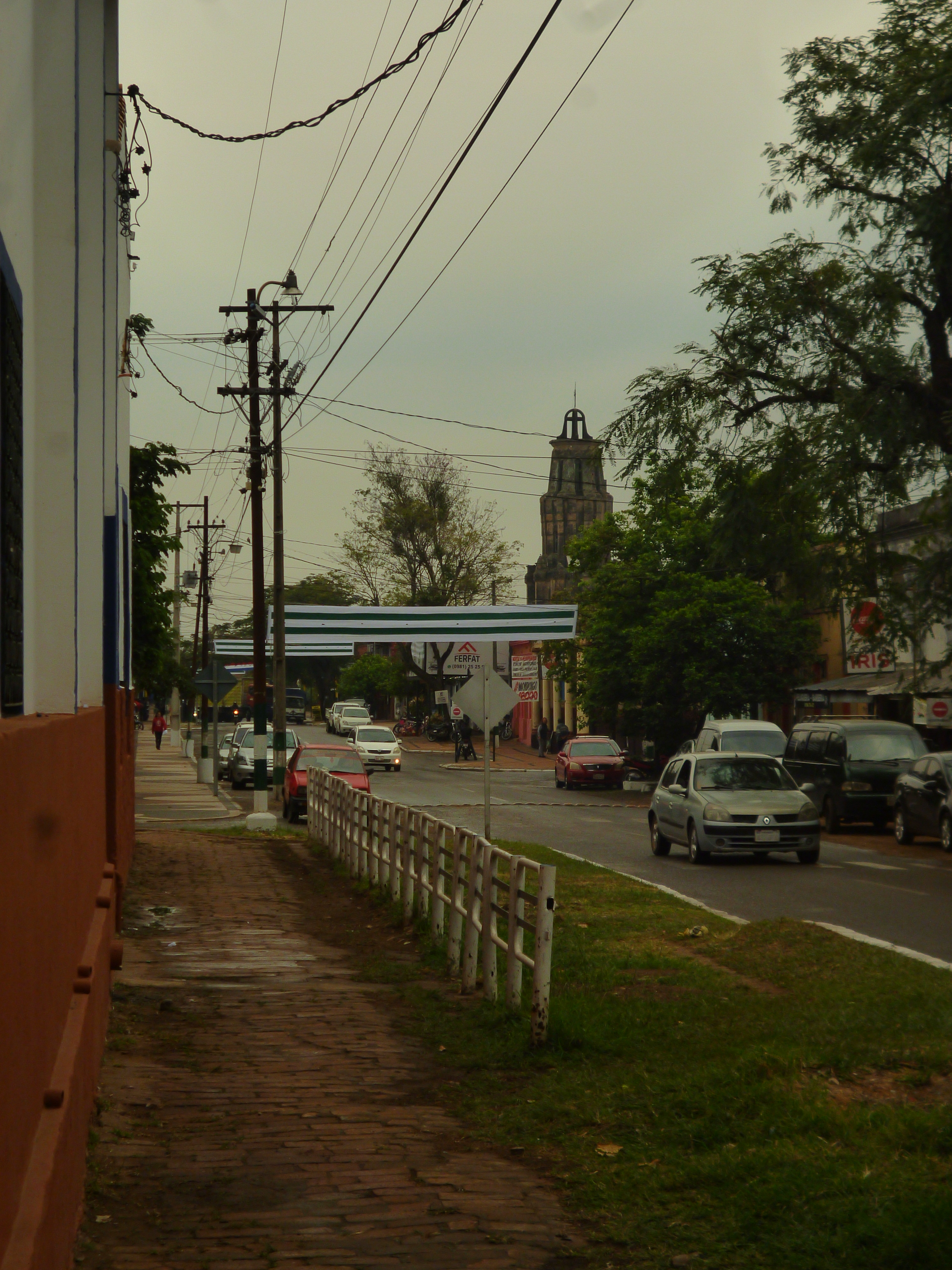
Vista da igreja de Ypacaraí.

Ypacaraí é uma cidade no sul do Paraguai, Departamento Central. Em relação ao sistema rodoviário, ela se localiza entre Assunção e Caacupé.
Segundo estatísticas de 2004, a cidade possui uma população de 37.548 habitantes e está a uma altitude de 64,1 metros acima do nível do mar.

## Transporte
O município de Ypacaraí é servido pelas seguintes rodovias:
- Caminho em pavimento ligando a cidade ao município de Itauguá
- Ruta 02, que liga o município de Coronel Oviedo (Departamento de Caaguazú) a Assunção [1][2][3]